# Currie Cup 2021
Navigation
Currie Cup 2020-2021 Currie Cup 2022
Le Currie Cup 2021 (officiellement Carling Currie Cup Premier Division) est la 83e édition du Currie Cup. Elle oppose les sept meilleures provinces de rugby à XV sud-africaines.

## Participants
| Blue Bulls Free State Cheetahs Golden Lions Griquas Pumas Sharks Western Province |

### Présentation des participants
| Club                 | Province       | Classement en 2020-2021 | Stade                                |
| -------------------- | -------------- | ----------------------- | ------------------------------------ |
| Vodacom Bulls        | Gauteng        | 1re                     | Loftus Versfeld, Pretoria            |
| Toyota Cheetahs      | État libre     | 5e                      | Toyota Stadium, Bloemfontein         |
| Sigma Lions          | Gauteng        | 4e                      | Emirates Airline Park, Johannesbourg |
| Tafel Lager Griquas  | Cap-Nord       | 7e                      | Tafel Lager Park, Kimberley          |
| New Nation Pumas     | Mpumalanga     | 6e                      | Mbombela Stadium, Nelspruit          |
| Cell C Sharks        | KwaZulu-Natal  | 2e                      | Jonsson Kings Park, Durban           |
| DHL Western Province | Cap-Occidental | 3e                      | DHL Newlands, Le Cap                 |

## Résumé des résultats

### Classement de la phase régulière
| Rang | Club                | J  | V | N | D | Pm  | Pe  | Diff | Pts |
| ---- | ------------------- | -- | - | - | - | --- | --- | ---- | --- |
| 1    | Blue Bulls          | 12 | 8 | 2 | 2 | 334 | 260 | +74  | 49  |
| 2    | Natal Sharks        | 12 | 5 | 3 | 4 | 288 | 223 | +65  | 40  |
| 3    | Western Province    | 12 | 6 | 1 | 5 | 386 | 380 | +6   | 35  |
| 4    | Griquas             | 12 | 5 | 2 | 5 | 343 | 324 | +19  | 35  |
| 5    | Pumas               | 12 | 5 | 3 | 4 | 274 | 256 | +18  | 34  |
| 6    | Free State Cheetahs | 12 | 3 | 2 | 7 | 297 | 336 | -39  | 28  |
| 7    | Golden Lions        | 12 | 2 | 3 | 7 | 270 | 413 | -143 | 24  |

|  | Qualification pour les demi-finales |

Attribution des points : victoire sur tapis vert : 5, victoire : 4, match nul : 2, défaite : 0, forfait : -2 ; plus les bonus (offensif : 3 essais de plus que l'adversaire ; défensif : défaite par 5 points d'écart ou moins).

#### Résultats détaillés
L'équipe qui reçoit est indiquée dans la colonne de gauche.				
| Clubs                | BUL   | CHE   | GRI   | LIO   | PUM   | SHA   | WPO   |
| -------------------- | ----- | ----- | ----- | ----- | ----- | ----- | ----- |
| Vodacom Bulls        |       | 39-36 | 56-33 | 40-21 | 32-27 | A     | 24-48 |
| Toyota Cheetahs      | A     |       | 33-32 | 44-44 | 17-16 | 30-47 | 38-21 |
| Tafel Lager Griquas  | A     | 31-10 |       | 42-45 | 13-13 | 16-30 | 46-25 |
| Sigma Lions          | 21-48 | A     | 31-41 |       | 33-36 | 14-56 | 38-32 |
| New Nation Pumas     | 26-33 | 28-19 | 26-22 | 39-10 |       | A     | 23-37 |
| Cell C Sharks        | 35-28 | 38-31 | 27-37 | A     | A     |       | 24-35 |
| DHL Western Province | 13-34 | 40-39 | 28-30 | 35-13 | 40-40 | 32-31 |       |

|  | Victoire à domicile |  | Match nul |  | Défaite à domicile |

### Tableau final
|  | Demi-finales                                   | Demi-finales                                  |               |    | Finale                                         | Finale                                         |
|  | Demi-finales                                   | Demi-finales                                  |               |    | Finale                                         | Finale                                         |
|  |                                                |                                               |               |    |                                                |                                                |
|  | 3 septembre 2021 au Loftus Versfeld, Pretoria  | 3 septembre 2021 au Loftus Versfeld, Pretoria |               |    | 11 septembre 2021 au Loftus Versfeld, Pretoria | 11 septembre 2021 au Loftus Versfeld, Pretoria |
|  | 3 septembre 2021 au Loftus Versfeld, Pretoria  | 3 septembre 2021 au Loftus Versfeld, Pretoria |               |    | 11 septembre 2021 au Loftus Versfeld, Pretoria | 11 septembre 2021 au Loftus Versfeld, Pretoria |
|  | Vodacom Bulls                                  | 48                                            |               |    | 11 septembre 2021 au Loftus Versfeld, Pretoria | 11 septembre 2021 au Loftus Versfeld, Pretoria |
|  | Vodacom Bulls                                  | 48                                            |               |    | 11 septembre 2021 au Loftus Versfeld, Pretoria | 11 septembre 2021 au Loftus Versfeld, Pretoria |
|  | DHL Western Province                           | 31                                            |               |    | 11 septembre 2021 au Loftus Versfeld, Pretoria | 11 septembre 2021 au Loftus Versfeld, Pretoria |
|  | DHL Western Province                           | 31                                            | Vodacom Bulls | 44 |                                                |                                                |
|  | 4 septembre 2021 au Jonsson Kings Park, Durban |                                               | Vodacom Bulls | 44 |                                                |                                                |
|  |                                                | Cell C Sharks                                 | 10            |    |                                                |                                                |
|  | Cell C Sharks                                  | Cell C Sharks                                 | 10            | 28 |                                                |                                                |
|  | Cell C Sharks                                  |                                               |               | 28 |                                                |                                                |
|  | Tafel Lager Griquas                            | 24                                            |               |    |                                                |                                                |
|  | Tafel Lager Griquas                            | 24                                            |               |    |                                                |                                                |

#### Résultats détaillés

##### Demi-finales
| 3 septembre 2021 19h00 | Vodacom Bulls | 48 - 31 (38-12) | DHL Western Province                                                                                                   | Loftus Versfeld, Pretoria |
| 3 septembre 2021 19h00 | Essai(s) : 6 Hendricks 2 (5e, 67e), Goosen (7e), Botha (15e), Mapoe (28e), Coetzee (35e) Transformation(s) : 6 Goosen (5e, 7e, 15e, 28e, 35e, 67e) Pénalité(s) : 2 Goosen (1re, 53e) | Rapport         | Essai(s) : 5 van der Merwe 3 (11e, 46e, 79e), Dayimani (18e), Venter (70e) Transformation(s) : 3 Swiel (18e, 46e, 79e) | Loftus Versfeld, Pretoria |
| 3 septembre 2021 19h00 | | Rapport         | | Loftus Versfeld, Pretoria |

| 4 septembre 2021 17h00 | Cell C Sharks | 28 - 24 (17-9) | Tafel Lager Griquas | Jonsson Kings Park, Durban |
| 4 septembre 2021 17h00 | Essai(s) : 3 van Vuuren 2 (30e, 52e), Louw (36e) Transformation(s) : 2 Bosch (30e, 36e) Pénalité(s) : 3 Bosch (3e, 43e, 72e) Carton(s) jaune(s) : 1 Louw (68e) | Rapport        | Essai(s) : 2 Smith (48e), Momsen (78e) Transformation(s) : 1 Whitehead (78e) Pénalité(s) : 4 Whitehead (13e, 19e, 25e, 41e) | Jonsson Kings Park, Durban |
| 4 septembre 2021 17h00 | | Rapport        | | Jonsson Kings Park, Durban |

##### Finale
| 11 septembre 2021 17h00 | Vodacom Bulls | 44 - 10 (19-3) | Cell C Sharks | Loftus Versfeld, Pretoria |
| 11 septembre 2021 17h00 | Essai(s) : 6 Vorster (5e), Mapoe (22e), Coetzee (33e), Swanepoel (47e), Burger (55e), Hendricks (78e) Transformation(s) : 4 Smith (22e, 33e, 47e, 55e) Pénalité(s) : 2 Smith (41e, 68e) | Rapport        | Essai(s) : 1 du Toit (65e) Transformation(s) : 1 Bosch (65e) Pénalité(s) : 1 Bosch (31e) Carton(s) jaune(s) : 1 Kok (77e) | Loftus Versfeld, Pretoria |
| 11 septembre 2021 17h00 | | Rapport        | | Loftus Versfeld, Pretoria |

| Vodacom Bulls Titulaires David Kriel 15 Cornal Hendricks 14 Lionel Mapoe 13 Harold Vorster 12 Madosh Tambwe 11 Chris Smith 10 Zak Burger 09 Elrigh Louw 08 Arno Botha 07 Marcell Coetzee 06 Ruan Nortjé 05 Janko Swanepoel 04 Mornay Smith 03 Joe van Zyl 02 Gerhard Steenekamp 01 Remplaçants Jan-Hendrik Wessels 16 Simphiwe Matanzima 17 Jacques van Rooyen 18 Jacques du Plessis 19 WJ Steenkamp 20 Keagan Johannes 21 Ruan Combrinck 22 Stravino Jacobs 23 |  | Cell C Sharks Titulaires 15 Curwin Bosch 14 Yaw Penxe 13 Werner Kok 12 Jeremy Ward 11 Thaakir Abrahams 10 Lionel Cronjé 90 Sanele Nohamba 80 Phepsi Buthelezi 70 Henco Venter 60 Dylan Richardson 50 Gerbrandt Grobler 40 Le Roux Roets 30 Thomas du Toit 20 Kerron van Vuuren 10 Khwezi Mona Remplaçants 16 Dan Jooste 17 Ntuthuko Mchunu 18 Khutha Mchunu 19 Thembelani Bholi 20 Reniel Hugo 21 Lucky Dlepu 22 Murray Koster 23 Anthony Volmink |

## Statistiques

### Meilleurs réalisateurs
| Rang | Joueur           | Club             | Poste            | Points |
| ---- | ---------------- | ---------------- | ---------------- | ------ |
| 1    | George Whitehead | Griquas          | Demi d'ouverture | 165    |
| 2    | Tim Swiel        | Western Province | Arrière          | 150    |
| 3    | Eddie Fouche     | Pumas            | Demi d'ouverture | 107    |
| 4    | Johan Goosen     | Bulls            | Demi d'ouverture | 99     |
| 5    | Ruan Pienaar     | Cheetahs         | Demi de mêlée    | 97     |

### Meilleurs marqueurs
| Rang | Joueur            | Club             | Poste           | Essais |
| ---- | ----------------- | ---------------- | --------------- | ------ |
| 1    | Simon Westraadt   | Pumas            | Talonneur       | 8      |
| 1    | Evan Roos         | Western Province | Troisième ligne | 8      |
| 3    | Kerron van Vuuren | Sharks           | Talonneur       | 7      |
| 3    | Eduan Keyter      | Griquas          | Arrière         | 7      |
| 3    | JJ Kotzé          | Western Province | Talonneur       | 7      |

## Currie Cup First Division

### Saison régulière
| Rang | Club                       | J | V | N | D | Bo | Bd | Pm  | Pe  | Diff | Pts |
| ---- | -------------------------- | - | - | - | - | -- | -- | --- | --- | ---- | --- |
| 1    | Leopards                   | 6 | 4 | 1 | 1 | 5  | 1  | 205 | 127 | +78  | 24  |
| 2    | Griffons                   | 6 | 4 | 1 | 1 | 5  | 0  | 178 | 74  | +104 | 23  |
| 3    | Falcons                    | 6 | 3 | 0 | 3 | 4  | 2  | 198 | 184 | +14  | 18  |
| 4    | Boland Cavaliers           | 6 | 3 | 0 | 3 | 3  | 1  | 165 | 181 | -16  | 16  |
| 5    | Eastern Province Elephants | 6 | 2 | 0 | 4 | 3  | 0  | 128 | 199 | -71  | 11  |
| 6    | Border Bulldogs            | 6 | 2 | 0 | 4 | 3  | 0  | 154 | 234 | -80  | 11  |
| 7    | Eagles                     | 6 | 1 | 2 | 3 | 1  | 1  | 107 | 135 | -28  | 10  |

|  | Qualification pour les demi-finales |

### Tableau final
|  | Demi-finales                                        | Demi-finales                            |          |    | Finale                                   | Finale                                   |
|  | Demi-finales                                        | Demi-finales                            |          |    | Finale                                   | Finale                                   |
|  |                                                     |                                         |          |    |                                          |                                          |
|  | 6 août 2021 au Olën Park, Potchefstroom             | 6 août 2021 au Olën Park, Potchefstroom |          |    | 13 août 2021 au Olën Park, Potchefstroom | 13 août 2021 au Olën Park, Potchefstroom |
|  | 6 août 2021 au Olën Park, Potchefstroom             | 6 août 2021 au Olën Park, Potchefstroom |          |    | 13 août 2021 au Olën Park, Potchefstroom | 13 août 2021 au Olën Park, Potchefstroom |
|  | Leopards                                            | 52                                      |          |    | 13 août 2021 au Olën Park, Potchefstroom | 13 août 2021 au Olën Park, Potchefstroom |
|  | Leopards                                            | 52                                      |          |    | 13 août 2021 au Olën Park, Potchefstroom | 13 août 2021 au Olën Park, Potchefstroom |
|  | Boland Cavaliers                                    | 29                                      |          |    | 13 août 2021 au Olën Park, Potchefstroom | 13 août 2021 au Olën Park, Potchefstroom |
|  | Boland Cavaliers                                    | 29                                      | Leopards | 19 |                                          |                                          |
|  | 7 août 2021 au HT Pelatona Projects Stadium, Welkom |                                         | Leopards | 19 |                                          |                                          |
|  |                                                     | Griffons                                | 18       |    |                                          |                                          |
|  | Griffons                                            | Griffons                                | 18       | 38 |                                          |                                          |
|  | Griffons                                            |                                         |          | 38 |                                          |                                          |
|  | Falcons                                             | 31                                      |          |    |                                          |                                          |
|  | Falcons                                             | 31                                      |          |    |                                          |                                          |